# Anomala similis
Anomala similis är en skalbaggsart som beskrevs av Lansberge 1882. Anomala similis ingår i släktet Anomala och familjen Rutelidae. Inga underarter finns listade i Catalogue of Life.